# Österrikiska medaljer vid olympiska vinterspel
Denna artikel innehåller listor över österrikiska medaljer vid olympiska vinterspel, både totalt för varje spel och över samtliga österrikiska medaljörer.

## Medaljtabell
Tabell över antalet österrikiska medaljer vid de olympiska vinterspelen fördelade per OS. De olika olympiska spelen rankas först efter hur många guld de österrikiska deltagarna har vunnit, därefter antal vunna silver och därefter antal vunna brons. 
| Spel                        | Guld | Silver | Brons | Totalt |
| 2006 Turin                  | 9    | 7      | 7     | 23     |
| 1992 Albertville            | 6    | 7      | 8     | 21     |
| 2010 Vancouver              | 4    | 6      | 6     | 16     |
| 1964 Innsbruck (arrangör)   | 4    | 5      | 3     | 12     |
| 1956 Cortina d'Ampezzo      | 4    | 3      | 4     | 11     |
| 1998 Nagano                 | 3    | 5      | 9     | 17     |
| 1988 Calgary                | 3    | 5      | 2     | 10     |
| 2002 Salt Lake City         | 3    | 4      | 10    | 17     |
| 1968 Grenoble               | 3    | 4      | 4     | 11     |
| 1980 Lake Placid            | 3    | 2      | 2     | 7      |
| 1952 Oslo                   | 2    | 4      | 2     | 8      |
| 1994 Lillehammer            | 2    | 3      | 4     | 9      |
| 1976 Innsbruck (arrangör)   | 2    | 2      | 2     | 6      |
| 1924 Chamonix               | 2    | 1      | 0     | 3      |
| 1948 St. Moritz             | 1    | 3      | 4     | 8      |
| 1960 Squaw Valley           | 1    | 2      | 3     | 6      |
| 1972 Sapporo                | 1    | 2      | 2     | 5      |
| 1936 Garmisch-Partenkirchen | 1    | 1      | 2     | 4      |
| 1932 Lake Placid            | 1    | 1      | 0     | 2      |
| 1928 St. Moritz             | 0    | 3      | 1     | 4      |
| 1984 Sarajevo               | 0    | 0      | 1     | 1      |
| Totalt                      | 51   | 64     | 70    | 185    |

## Medaljörer
De österrikiska deltagarna har tagit medalj vid samtliga olympiska vinterspel. Felix Gottwald är den som har tagit flest medaljer, 6 st. Alpin skidåkning är den sport som det har tagits flest medaljer i.

### Chamonix 1924

#### Guld
- Konståkning[1]
  - Par: Helene Engelmann och Alfred Berger
  - Singel damer: Herma Szabo

#### Silver
- Konståkning
  - Singel herrar: Willy Böckl

### St. Moritz 1928

#### Silver
- Konståkning[2]
  - Singel herrar: Willy Böckl
  - Singel damer: Fritzi Burger
  - Par: Lilly Scholz och Otto Kaiser

#### Brons
- Konståkning
  - Par: Melitta Brunner och Ludwig Wrede

### Lake Placid 1932

#### Guld
- Konståkning[3]
  - Singel herrar: Karl Schäfer

#### Silver
- Konståkning
  - Singel damer: Fritzi Burger

### Garmisch-Partenkirchen 1936

#### Guld
- Konståkning[4]
  - Singel herrar: Karl Schäfer

#### Silver
- Konståkning
  - Par: Erik Pausin och Ilse Pausin

#### Brons
- Konståkning
  - Singel herrar: Felix Kaspar
- Hastighetsåkning på skridskor
  - 10 000 m herrar: Max Stiepl

### St. Moritz 1948

#### Guld
- Alpin skidåkning[5]
  - Kombinerad damer: Trude Jochum-Beiser

#### Silver
- Alpin skidåkning
  - Störtlopp damer: Trude Jochum-Beiser
  - Störtlopp herrar: Franz Gabl
- Konståkning
  - Singel damer: Eva Pawlik

#### Brons
- Alpin skidåkning
  - Störtlopp damer: Resi Hammerer
  - Kombinerad damer: Erika Mahringer
  - Slalom damer: Erika Mahringer
- Konståkning
  - Singel herrar: Edi Rada

### Oslo 1952

#### Guld
- Alpin skidåkning[6]
  - Störtlopp damer: Trude Jochum-Beiser
  - Slalom damer: Othmar Schneider

#### Silver
- Alpin skidåkning
  - Storslalom herrar: Christian Pravda
  - Störtlopp herrar: Othmar Schneider
- Konståkning
  - Singel herrar: Helmut Seibt

#### Brons
- Alpin skidåkning
  - Storslalom herrar: Toni Spiß
  - Störtlopp herrar: Christian Pravda

### Cortina d'Ampezzo 1956

#### Guld
- Alpin skidåkning[7]
  - Störtlopp herrar: Toni Sailer
  - Slalom herrar: Toni Sailer
  - Storslalom herrar: Toni Sailer
- Konståkning
  - Par: Sissy Schwarz och Kurt Oppelt

#### Silver
- Alpin skidåkning
  - Slalom damer: Regina Schöpf
  - Storslalom damer: Josefine "Putzi" Frandl
  - Storslalom herrar: Andreas "Anderl" Molterer

#### Brons
- Alpin skidåkning
  - Storslalom herrar: Walter Schuster
  - Störtlopp herrar: Andreas "Anderl" Molterer
  - Storslalom damer: Thea Hochleitner
- Konståkning
  - Singel damer: Ingrid Wendl

### Squaw Valley 1960

#### Guld
- Alpin skidåkning[8]
  - Slalom herrar: Ernst Hinterseer

#### Silver
- Alpin skidåkning
  - Slalom herrar: Matthias "Hias" Leitner
  - Storslalom herrar: Josef "Pepi" Stiegler

#### Brons
- Alpin skidåkning
  - Storslalom herrar: Ernst Hinterseer
  - Störtlopp damer: Traudl Hecher
- Backhoppning
  - Normal backe: Otto Leodolter

### Innsbruck 1964

#### Guld
- Alpin skidåkning[9]
  - Störtlopp herrar: Egon Zimmermann
  - Slalom herrar: Josef "Pepi" Stiegler
  - Störtlopp damer: Christl Haas
- Rodel
  - Dubbel: Josef Feistmantl och Manfred Stengl

#### Silver
- Alpin skidåkning
  - Störtlopp damer: Edith Zimmermann
  - Storslalom herrar: Karl Schranz
- Rodel
  - Dubbel: Josef Feistmantl och Manfred Stengl
- Bob
  - Fyra-manna: Erwin Thaler, Adolf Koxeder, Josef Nairz och Reinhold Durnthaler
- Konståkning
  - Singel damer: Regine Heitzer

#### Brons
- Alpin skidåkning
  - Storslalom herrar: Josef "Pepi" Stiegler
  - Störtlopp damer: Traudl Hecher
- Rodel
  - Singel damer: Leni Thurner

### Grenoble 1968

#### Guld
- Alpin skidåkning[10]
  - Störtlopp damer: Olga Pall
- Konståkning
  - Singel herrar: Wolfgang Schwarz
- Rodel
  - Singel herrar: Manfred Schmid

#### Silver
- Alpin skidåkning
  - Slalom herrar: Herbert Huber
- Rodel
  - Dubbel: Manfred Schmid och Ewald Walch
- Bob
  - Fyra-manna: Erwin Thaler, Reinhold Durnthaler, Herbert Gruber och Josef Eder
- Backhoppning
  - Normal backe: Reinhold Bachler

#### Brons
- Alpin skidåkning
  - Störtlopp damer: Christl Haas
  - Storslalom herrar: Heini Meßner
  - Slalom herrar: Alfred Matt
- Backhoppning
  - Normal backe: Baldur Preiml

### Sapporo 1972

#### Guld
- Konståkning[11]
  - Singel damer: Trixi Schuba

#### Silver
- Alpin skidåkning
  - Storslalom damer: Annemarie Moser-Pröll
  - Störtlopp damer: Annemarie Moser-Pröll

#### Brons
- Alpin skidåkning
  - Storslalom damer: Wiltrud Drexel
  - Störtlopp herrar: Heini Meßner

### Innsbruck 1976

#### Guld
- Alpin skidåkning[12]
  - Störtlopp herrar: Franz Klammer
- Backhoppning
  - Stora backen herrar: Karl Schnabl

#### Silver
- Alpin skidåkning
  - Störtlopp damer: Brigitte Totschnig
- Backhoppning
  - Stora backen herrar: Toni Innauer

#### Brons
- Rodel
  - Dubbel herrar: Rudolf Schmid och Franz Schachner
- Backhoppning
  - Normalbacke herrar: Karl Schnabl

### Lake Placid 1980

#### Guld
- Alpin skidåkning[13]
  - Störtlopp herrar: Leonhard Stock
  - Störtlopp damer: Annemarie Moser-Pröll
- Backhoppning
  - Normalbacke herrar: Toni Innauer

#### Silver
- Alpin skidåkning
  - Störtlopp herrar: Peter Wirnsberger
- Backhoppning
  - Stora backen herrar: Hubert Neuper

#### Brons
- Rodel
  - Dubbel herrar: Karl Schrott och Georg Fluckinger
- Alpin skidåkning
  - Storslalom herrar: Hans Enn

### Sarajevo 1984

#### Brons
- Alpin skidåkning[14]
  - Störtlopp herrar: Anton Steiner

### Calgary 1988

#### Guld
- Alpin skidåkning[15]
  - Kombination herrar: Hubert Strolz
  - Super-G damer: Sigrid Wolf
  - Kombination damer: Anita Wachter

#### Silver
- Alpin skidåkning
  - Storslalom herrar: Hubert Strolz
  - Kombination herrar: Bernhard Gstrein
  - Super-G herrar: Helmut Mayer
- Nordisk kombination
  - Individuell herrar: Klaus Sulzenbacher
- Hastighetsåkning på skridskor
  - 10 000 m herrar: Michael Hadschieff

#### Brons
- Nordisk kombination
  - Lag herrar: Hansjörg Aschenwald, Günther Csar och Klaus Sulzenbacher
- Hastighetsåkning på skridskor
  - 1 500 m herrar: Michael Hadschieff

### Albertville 1992

#### Guld
- Alpin skidåkning[16]
  - Störtlopp herrar: Patrick Ortlieb
  - Slalom damer: Petra Kronberger
  - Kombinerad damer: Petra Kronberger
- Bob
  - Fyra-manna: Ingo Appelt, Harald Winkler, Gerhard Haidacher och Thomas Schroll
- Rodel
  - Singel damer: Doris Neuner
- Backhoppning
  - Normal backe: Ernst Vettori

#### Silver
- Alpin skidåkning
  - Storslalom damer: Petra Kronberger
  - Kombinerad damer: Petra Kronberger
- Rodel
  - Singel damer: Angelika Neuner
  - Singel herrar: Markus Prock
- Backhoppning
  - Normal backe: Martin Höllwarth
  - Stora backen: Martin Höllwarth
  - Lag: Martin Höllwarth, Heinz Kuttin, Andreas Felder och Ernst Vettori

#### Brons
- Alpin skidåkning
  - Störtlopp herrar: Günther Mader
  - Slalom herrar: Michael Tritscher
  - Störtlopp damer: Veronika Stallmaier-Wallinger
- Rodel
  - Singel herrar: Markus Schmidt
- Nordisk kombination
  - Individuell herrar: Klaus Sulzenbacher
  - Lag herrar: Klaus Ofner, Stefan Kreiner och Klaus Sulzenbacher
- Backhoppning
  - Stora backen: Heinz Kuttin
- Hastighetsåkning på skridskor
  - 3 000 m damer: Emese Hunyady

### Lillehammer 1994

#### Guld
- Alpin skidåkning[17]
  - Slalom herrar: Thomas Stangassinger
- Hastighetsåkning på skridskor
  - 1 500 m damer: Emese Hunyady

#### Silver
- Alpin skidåkning
  - Slalom damer: Elfi Eder
- Hastighetsåkning på skridskor
  - 3 000 m damer: Emese Hunyady
- Rodel
  - Singel herrar: Markus Prock

#### Brons
- Alpin skidåkning
  - Storslalom herrar: Christian Mayer
- Backhoppning
  - Stora backen: Andy Goldberger
  - Lag: Andy Goldberger, Stefan Horngacher, Heinz Kuttin och Christian Moser
- Rodel
  - Singel damer: Andrea Tagwerker

### Nagano 1998

#### Guld
- Alpin skidåkning[18]
  - Super-G herrar: Hermann Maier
  - Storslalom herrar: Hermann Maier
  - Kombination herrar: Mario Reiter

#### Silver
- Alpin skidåkning
  - Super-G herrar: Hans Knauß
  - Storslalom herrar: Stephan Eberharter
  - Super-G damer: Michaela Dorfmeister
  - Storslalom damer: Alexandra Meissnitzer
- Längdskidor
  - 10 km herrar: Markus Gandler

#### Brons
- Alpin skidåkning
  - Störtlopp herrar: Hannes Trinkl
  - Slalom herrar: Thomas Sykora
  - Kombinerad herrar: Christian Mayer
  - Super-G damer: Alexandra Meissnitzer
- Längdskidor
  - 50 km herrar: Christian Hoffmann
- Rodel
  - Singel damer: Angelika Neuner
- Backhoppning
  - Normal backe: Andreas Widhölzl
  - Lag: Reinhard Schwarzenberger, Martin Höllwarth, Stefan Horngacher och Andreas Widhölzl
- Snowboard
  - Storslalom damer: Brigitte Köck

### Salt Lake City 2002

#### Guld
- Alpin Skidåkning[19]
  - Fritz Strobl - Störtlopp, herrar
  - Stephan Eberharter - Storslalom, herrar
- Längdskidåkning
  - Christian Hoffmann - 30 km, herrar

#### Silver
- Alpin skidåkning
  - Renate Götschl - Kombinerad, damer
  - Stephan Eberharter - Super-G, herrar
- Skeleton
  - Martin Rettl -  herrar
- Längdskidåkning
  - Mikhail Botvinov - 30 km, herrar

#### Brons
- Skidskytte
  - Wolfgang Perner - 10 km, herrar
- Alpin skidåkning
  - Stephan Eberharter - Störtlopp, herrar
  - Andreas Schifferer - Super-G, herrar
  - Benjamin Raich - Slalom, herrar
  - Benjamin Raich - Kombinerad, herrar
  - Renate Götschl - Störtlopp, damer
- Nordisk kombination
  - Felix Gottwald - Individuell, herrar
  - Felix Gottwald - Sprint, herrar
  - Michael Gruber, Christoph Bieler, Mario Stecher och Felix Gottwald - Lag, herrar
- Rodel
  - Markus Prock - singel, herrar

### Turin 2006

#### Guld
- Alpin skidåkning[20]
  - Storslalom herrar: Benjamin Raich
  - Slalom herrar: Benjamin Raich
  - Störtlopp damer: Michaela Dorfmeister
  - Super-G damer: Michaela Dorfmeister
- Rodel
  - Dubbel: Andreas Linger & Wolfgang Linger
- Nordisk kombination
  - Lag: Michael Gruber, Mario Stecher, Felix Gottwald, Christoph Bieler
  - Sprint: Felix Gottwald

#### Silver
- Nordisk kombination
  - Distans: Felix Gottwald
- Alpin skidåkning
  - Störtlopp damer: Michael Walchhofer
  - Slalom damer: Nicole Hosp
  - Slalom herrar: Reinfried Herbst

#### Brons
- Alpin skidåkning
  - Slalom herrar: Rainer Schönfelder
  - Slalom damer: Marlies Schild
  - Kombination herrar: Rainer Schönfelder
- Längdskidåkning
  - 50 km herrar: Mikhail Botwinov

### Vancouver 2010

#### Guld
- Alpin skidåkning
  - Super-G damer: Andrea Fischbacher
- Rodel
  - Dubbel: Andreas Linger & Wolfgang Linger
- Backhoppning
  - Stor backe lag: Wolfgang Loitzl, Andreas Kofler, Thomas Morgenstern, Gregor Schlierenzauer
- Nordisk kombination
  - Lag: Mario Stecher, Felix Gottwald, David Kreiner, Bernhard Gruber

#### Silver
- Rodel
  - Singel damer: Nina Reithmayer
- Skidskytte 
  - Jaktstart herrar: Christoph Sumann
  - Stafett, 4 x 7,5 km: Dominik Landertinger, Daniel Mesotitsch, Simon Eder, Christoph Sumann
- Freestyle 
  - Skicross herrar: Andreas Matt
- Alpin skidåkning
  - Slalom damer: Marlies Schild
- Snowboard
  - Herrarnas parallellslalom: Benjamin Karl

#### Brons
- Alpin skidåkning
  - Störtlopp damer: Elisabeth Görgl
  - Storslalom damer: Elisabeth Görgl
- Backhoppning
  - Normalbacken: Gregor Schlierenzauer
  - Stora backen: Gregor Schlierenzauer
- Nordisk kombination
  - Stor backe/10 km: Bernhard Gruber
- Snowboard
  - Damernas parallellslalom: Marion Kreiner

## Fotnoter
1. ↑  SR/Olympic Sports Arkiverad 1 februari 2010 hämtat från the Wayback Machine. Austria at the 1924 Chamonix Winter Games {Engelska}
2. ↑  SR/Olympic Sports Arkiverad 1 februari 2010 hämtat från the Wayback Machine. Austria at the 1928 St. Moritz Winter Games {Engelska}
3. ↑  SR/Olympic Sports Arkiverad 1 februari 2010 hämtat från the Wayback Machine. Austria at the 1932 Lake Placid Winter Games {Engelska}
4. ↑  SR/Olympic Sports Arkiverad 1 februari 2010 hämtat från the Wayback Machine. Austria at the 1936 Garmisch-Partenkirchen Winter Games {Engelska}
5. ↑  SR/Olympic Sports Arkiverad 1 februari 2010 hämtat från the Wayback Machine. Austria at the 1948 St. Moritz Winter Games {Engelska}
6. ↑  SR/Olympic Sports Arkiverad 1 februari 2010 hämtat från the Wayback Machine. Austria at the 1952 Oslo Winter Games {Engelska}
7. ↑  SR/Olympic Sports Arkiverad 1 februari 2010 hämtat från the Wayback Machine. Austria at the 1956 Cortina d'Ampezzo Winter Games {Engelska}
8. ↑  SR/Olympic Sports Arkiverad 1 februari 2010 hämtat från the Wayback Machine. Austria at the 1960 Squaw Valley Winter Games {Engelska}
9. ↑  SR/Olympic Sports Arkiverad 1 februari 2010 hämtat från the Wayback Machine. Austria at the 1964 Innsbruck Winter Games {Engelska}
10. ↑  SR/Olympic Sports Arkiverad 1 februari 2010 hämtat från the Wayback Machine. Austria at the 1968 Grenoble Winter Games {Engelska}
11. ↑  SR/Olympic Sports Arkiverad 1 februari 2010 hämtat från the Wayback Machine. Austria at the 1972 Sapporo Winter Games {Engelska}
12. ↑  SR/Olympic Sports Arkiverad 1 februari 2010 hämtat från the Wayback Machine. Austria at the 1976 Innsbruck Winter Games {Engelska}
13. ↑  SR/Olympic Sports Arkiverad 8 december 2008 hämtat från the Wayback Machine. Austria at the 1980 Lake Placid Winter Games {Engelska}
14. ↑  SR/Olympic Sports Arkiverad 1 februari 2010 hämtat från the Wayback Machine. Austria at the 1984 Sarajevo Winter Games {Engelska}
15. ↑  SR/Olympic Sports Arkiverad 31 december 2008 hämtat från the Wayback Machine. Austria at the 1988 Calgary Winter Games {Engelska}
16. ↑  SR/Olympic Sports Arkiverad 30 juni 2009 hämtat från the Wayback Machine. Austria at the 1992 Albertville Winter Games {Engelska}
17. ↑  SR/Olympic Sports Arkiverad 27 januari 2010 hämtat från the Wayback Machine. Austria at the 1994 Lillehammer Winter Games {Engelska}
18. ↑  SR/Olympic Sports Arkiverad 27 januari 2010 hämtat från the Wayback Machine. Austria at the 1998 Nagano Winter Games {Engelska}
19. ↑  SR/Olympic Sports Arkiverad 30 juni 2009 hämtat från the Wayback Machine. Austria at the 2002 Salt Lake City Winter Games {Engelska}
20. ↑  SR/Olympic Sports Arkiverad 30 juni 2009 hämtat från the Wayback Machine. Austria at the 2006 Torino Winter Games {Engelska}